# Gabriela Borges
 (septembre 2023).
Si vous disposez d'ouvrages ou d'articles de référence ou si vous connaissez des sites web de qualité traitant du thème abordé ici, merci de compléter l'article en donnant les références utiles à sa vérifiabilité et en les liant à la section « Notes et références ».
Gabriela Borges (née le 8 juin 1999 à Miami, Floride,  États-Unis), est une actrice, chanteuse et danseuse américaine.

## Biographie
Elle est la fille de parents mexicains et la sœur aînée de Georgina. 
Elle étudie chez elle à cause de ses engagements artistiques et par manque de temps.
Elle vit à Miami en Floride.

## Carrière
Dès l'enfance, à seulement 3 ans, elle commence sa carrière artistique en dansant la salsa. À 4 ans elle gagne le premier prix dans sa catégorie au concours « World Salsa Federation ».
Elle danse pour le Heat de Miami et les Marlins Minnows, participe à The Untouchables une troupe de danseurs dirigé par Glenn Douglas Packard.
En 2010 elle fait ses débuts comme actrice dans la telenovela d'Univisión Eva Luna dans le rôle de Laurita, la fille Guy Ecker, ce qui lui vaut la nomination de Meilleure actrice infantile par le New Herald.
Plus tard, en 2012, elle incarne le personnage de Jessica, la fille de Gregorio Pernía et la fiancée de Nicolás dans la telenovela Corazón valiente de Telemundo.
Ensuite elle participe au doublage de Virginia du film de Noël Sí, Virginia, en compagnie de Don Francisco.
En 2013, elle est la voix de Kidz Bop. Elle participe dans le rôle de Matilda Roman dans Every Witch Way, la version américaine de Grachi de la chaîne Nickelodeon.
Dans le domaine de la musique, elle interprète Ave Maria dans la telenovela Eva Luna. Elle chante aussi la chanson A toda velocidad du producteur JL Morin.
Gaby Borges participe aussi comme présentatrice à Nuestra Belleza Latina et aux Premios Juventud.
Elle joue dans l'épisode 3: ABORTO de "El Taxi, un ángel en tu camino", produite par Casa Roca Boca Raton et Neurona Creative Communications.
Dans la telenovela de Venevisión, Voltea Pa' Que Te Enamores, elle incarne l'adolescente Maripili.

## Filmographie

### Telenovelas
- 2010-2011 : Eva Luna : Laura "Laurita" Villanueva
- 2012-2013 : Corazón valiente : Jessica del Toro Aguilar
- 2013 : Every Witch Way : Matilda Roman
- 2014 :  Voltea pa' que te enamores : Maripili
- 2016 : Eva la trailera  : Teresa Aguilar

### Films
- Sí, Virginia : Virginia (voix)

### Publicités
- 2011 : Macy's
- 2013 : Kidz Bop

## Discographie

### Singles
- Ave María (Top Stop Music Co.)
- A toda velocidad (JL Morin)
- Maybe this time écrite par Gaby Borges avec la production de Joel Someillan